# Плоцьке (Калузька область)
Плоцьке (рос. Плоцкое) — присілок в Думіницькому районі Калузької області Російської Федерації.
Населення становить 25 осіб. Входить до складу муніципального утворення Село Бринь.

## Історія
Від 2004 року входить до складу муніципального утворення Село Бринь.

## Населення
| 2002 | 2010 |
| ---- | ---- |
| 19   | ↗25  |